# Гликсман, Дарко
Дарко Гликсман (6 октября 1937 — 6 ноября 2016) — югославский и хорватский шахматист, международный мастер (1970).
Участник нескольких чемпионатов Югославии и Хорватии, открытого чемпионата США (1991), однако призовые места не занимал.
Наибольших успехов добился в командных соревнованиях. В составе клуба «Mladost» (г. Загреб) участник 14-и командных чемпионатов Югославии (1956—1960, 1963—1964, 1966—1973). Завоевал 9 командных медалей — 2 золотые (1947 и 1958), 2 серебряные (1964 и 1973), 5 бронзовых (1960, 1967, 1969—1971). Помимо этого, выиграл 3 золотые медали в индивидуальном зачёте — 1958 (на 7-й доске), 1963 (на запасной доске) и 1971 (на 5-й доске).